# 逆位トリヨードチロニン
逆位トリヨードチロニン（3,3′,5′-トリヨードチロニン、3,3′,5′-triiodothyronine、またはrT3）は、トリヨードチロニン（3,5,3′-トリヨードチロニン、T3）の異性体である。
rT3は、甲状腺から血液中に放出されるヨードチロニンの中で3番目に多い0.9％であり、テトラヨードチロニン（レボチロキシン、T4）は90％、T3は9％を占める。ヒトの血液中のrT3の95％は、体内の別の場所で、酵素によってT4から特定のヨウ素原子が取り除かれる事で作られる。
甲状腺によるホルモンの産生は、視床下部と脳下垂体によって制御されている。甲状腺ホルモンの生理活性は、プロホルモンであるT4を活性化したり、不活性化したり、単に廃棄したりして、T3やrT3を機能的に変化させる酵素のシステムで制御されている。これらの酵素は、神経伝達物質、ホルモン、代謝マーカー、免疫シグナル等のシステムの複雑な指示の下に作動する。
甲状腺機能正常患者症候群のような状態では、rT3の血中濃度が上昇するが、これはrT3の生成量が変わらないのにクリアランスが減少する為である。このクリアランスの低下は、末梢組織におけるチロキシン-5-デヨージナーゼ活性の低下や肝臓におけるrT3の取り込みの低下によるものと考えられる。また、重症患者、飢餓状態、胎児期には、チロキシン-5-デヨージナーゼ活性が上昇する為、rT3濃度が上昇する。

## 生成

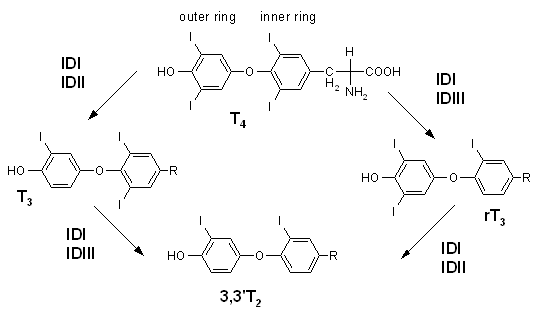
脱ヨウ素化によるT_{4}からのrT_{3}の合成経路。T_{3}とT_{2}の合成も示されている。